# Lepidopilidium chenagonii
Lepidopilidium chenagonii là một loài rêu trong họ Pilotrichaceae. Loài này được (Renauld & Cardot) Renauld & Cardot mô tả khoa học đầu tiên năm 1915.